# Trofeo Matteotti 1945
Il Trofeo Matteotti 1945, prima storica edizione della corsa, si svolse il 1º maggio 1945 su un percorso di 250 km con partenza e arrivo a Pescara. Aperto a ciclisti professionisti, indipendenti e dilettanti, fu vinto dall'italiano Mario Ricci, che completò il percorso in 7h57'30" precedendo per distacco i connazionali Sergio Maggini e Glauco Servadei; conclusero la prova 26 dei 42 ciclisti al via.
Il Trofeo, organizzato dalla Ciclistica Pescara insieme alla sezione pescarese del Partito Socialista, fu intitolato a Giacomo Matteotti, deputato e segretario del Partito Socialista Unitario, rapito e ucciso da una squadra fascista nel 1924, e si tenne pochi giorni dopo il 25 aprile 1945, diventato poi anniversario della liberazione d'Italia.

## Percorso
Partita da Pescara, la corsa transitò nell'ordine da Chieti, di nuovo Pescara (km 38), Spoltore, Loreto Aprutino, Penne (km 64), Picciano, San Romualdo, Atri (km 94), Pineto, Notaresco, Teramo (km 144), Mosciano Sant'Angelo, Giulianova, Roseto degli Abruzzi, di nuovo Pineto, Montesilvano, e si concluse a Pescara dopo 250 km di corsa.

## Ordine d'arrivo (Top 10)
| Pos. | Corridore          | Squadra           | Tempo    |
| ---- | ------------------ | ----------------- | -------- |
| 1    | Mario Ricci        | A.S. Roma         | 7h57'30" |
| 2    | Sergio Maggini     | S.C. Catena Seano | a 3'10"  |
| 3    | Glauco Servadei    | U.S. Indipendenza | a 4'20"  |
| 4    | Gino Bartali       | S.S. Tempora      | s.t.     |
| 5    | Marcello Spadolini | S.S. Lazio        | s.t.     |
| 6    | Pietro Chiappini   | S.S. Lazio        | s.t.     |
| 7    | Carmine Montuori   | C.V. Appio        | s.t.     |
| 8    | Orlando Olivieri   | C.S. Concordia    | s.t.     |
| 9    | Quirino Toccaceli  | C.V. Appio        | s.t.     |
| 10   | Mario Vicini       | U.S. Indipendenza | s.t.     |